# Хаџи Рувимова улица (Београд)
| ХАЏИ РУВИМОВА · улица | ХАЏИ РУВИМОВА · улица |
| --------------------- | --------------------- |
|                       |                       |
| Општина               | Врачар                |
| Почетак               | Пожаревачка улица     |
| Крај                  | Милешевска улица      |
| Дужина                | 200 m                 |
| Ширина                | 10 m                  |
| Створена              | пре 1893.             |
| Названа               | 1896.                 |
| Стари називи          | Поред Трамв. штала    |
|                       |                       |
|                       |                       |

Хаџи Рувимова улица је улица на Врачару, у Београду. Простире се од улице Пожаревачке улице, па до Милишевске улице. Улица је добила назив по Хаџи Рувиму (пре монашења Рафаилу Нешковићу) архимандриту манастира Боговађе код Ваљева. Постаје монах 1783. године, у Јерусалим на хаџилук путује 1785. године, а архимандрит манастира Боговађе постаје 1796. године. Погубљен је у Београду у сечи кнезова.
Познат је по својим уметничким радовима као што су: дрворези манастира Крушедол, изглед Пећке патријаршије са ликовима светаца, сцена из живота Христа, Богородице и Светог Стефана.
Улица је дугачка 200 метара.

## Име улице
Ова улица променила је име само једном и то 1896. године. Од 1893. до 1896. године звала се Поред Трамв. штала, а 1896. године променила је име у Хаџи Рувимову.